# Marie Mullerová
Marie Mullerová (* 29. července 1985 Filderstadt) je bývalá německá zápasnice – judistka, která od roku 2007 reprezentovala Lucembursko.

## Sportovní kariéra
S judem začínala v 7 letech v Stuttgartu. Vrcholově se připravovala v Esslingenu pod vedením Ralfa Heilera. Po vážném zranění kolene v roce 2006 od roku 2007 reprezentovala z pragmatických důvodů Lucembursko. Startovala v pololehké váze do 52 kg a nadále se připravovala v Německu. V roce 2008 dostala pozvánku od tripartitní komise k účasti na olympijských hrách v Pekingu jako zástupkyně malého státu. V Pekingu nestačila v úvodním kole na Alžířanku Soraju Haddadovou.
V roce 2012 obsadila evropskou kontinentální kvótu pro účast na olympijských hrách v Londýně. Na olympijské hry se připravila velmi dobře a turnajový los jí v prvních kolech přál hratelné soupeřky. Ve čtvrtfinále protaktizovala zápas s kubánskou favoritkou Yanet Bermoyovou a v boji o třetí místo nastoupila proti Italce Rosalbě Forcinitiové. Zápas skončil po prodloužení nerozhodně s jednou penalizací na její straně, která nakonec přiměla rozhodčí zvednout praporky pro její soupeřku. Obsadila 5. místo.
V roce 2015 utrpěla v přípravě na mistrovství světa v Astaně zranění ramene. Na podzim se podrobila operaci a přišla o příležitost startovat na olympijských hrách v Riu v roce 2016.

### Vítězství
- 2008 – 1× světový pohár (Birmingham)
- 2010 – 2× světový pohár (Tallinn, Birmingham)

## Výsledky
| Turnaj             | Německo | Německo        | Německo        | Lucembursko    | Lucembursko    | Lucembursko    | Lucembursko    | Lucembursko    | Lucembursko    | Lucembursko    | Lucembursko    | Lucembursko    |
| Turnaj             | 2004    | 2005           | 2006           | 2007           | 2008           | 2009           | 2010           | 2011           | 2012           | 2013           | 2014           | 2015           |
| Turnaj             | 19      | 20             | 21             | 22             | 23             | 24             | 25             | 26             | 27             | 28             | 29             | 30             |
| Turnaj             |         | pololehká váha | pololehká váha | pololehká váha | pololehká váha | pololehká váha | pololehká váha | pololehká váha | pololehká váha | pololehká váha | pololehká váha | pololehká váha |
| ------------------ | ------- | -------------- | -------------- | -------------- | -------------- | -------------- | -------------- | -------------- | -------------- | -------------- | -------------- | -------------- |
| Olympijské hry     | —       |                |                |                | úč.            |                |                |                | 5.             |                |                |                |
| Mistrovství světa  |         | —              |                | úč.            |                | úč.            | úč.            | úč.            |                | 7.             | úč.            | —              |
| Evropské hry       |         |                |                |                |                |                |                |                |                |                |                | úč.            |
| Mistrovství Evropy | —       | —              | —              | —              | úč.            | —              | úč.            | 7.             | úč.            | —              | —              | úč.            |
| ME do 23 let       | 3.      | 5.             | —              | 5.             |                |                |                |                |                |                |                |                |
| MS juniorů         | úč.     |                |                |                |                |                |                |                |                |                |                |                |
| ME juniorů         | —       |                |                |                |                |                |                |                |                |                |                |                |